# Pierre Marie Arthur Morelet
Pierre Marie Arthur Morelet (Doubs, 26 agosto 1809 – Digione, 9 ottobre 1892) è stato uno zoologo francese.
Ebbe un particolare interesse per i molluschi, in particolare per le specie mollusche dell'Africa, e pubblicò molte opere su questo tema.
Morelet sposò Noémie de Folin, sorella di Léopold de Folin. Morelet morì nel 1892, a Digione.

## Taxa descritti
- Cyclophorus horridulum (Morelet, 1882) - ana specie di lumaca

## Taxa in suo onore
- Agalychnis moreletii (A.M.C. Duméril, 1853)
- Crocodylus moreletii A.H.A. Duméril & Bibron, 1851
- Mesaspis moreletii (Bocourt, 1871)
- Ommatoiulus moreletii (Lucas, 1860)
- Clavator moreleti Crosse & Fischer, 1868
- Conus moreleti Crosse, 1858
- Edentulina moreleti (Adams, 1868)
- Leidyula moreleti (Fischer, 1871)
- Letourneuxia moreleti (P. Hesse 1884)
- Onoba moreleti Dautzenberg, 1889
- Patella moreleti Drouet, 1858